# Josep Lluís Torró
José Luís Torró Micó (Ontinyent, 1950) és un periodista valencià que ha treballat a nombroses publicacions així com a la televisió, essent un professional que ha passat per diverses etapes de tendència ideològica.

## Biografia
José Luís Torró cursa els estudis de periodisme a l'escola de l'Església de València, llicenciant-se més tard en Ciències de la Informació a la Universitat de La Laguna (Tenerife). Començà com a redactor i cronista polític al periòdic Levante entre 1975 i 1981, època que també va coincidir com a director de Valencia Semanal (1977-1979), en plena batalla de València. Levante defensava els postulats blavers mentre que Valencia Semanal participava de les tesis nacionalistes per la qual cosa Torró abandonà finalment la segona deixant Amadeu Fabregat al cap de la publicació.
També treballà en la delegació territorial de TVE al País Valencià en diverses etapes (1975-1976 i 1979-1981) i després de tot dirigí el periòdic Mediterráneo de Castelló entre 1981 i 1984. A continuació viatja a les Illes Canàries per a estudiar la llicenciatura de Ciències de la Informació i dirigeix durant 14 anys el periòdic Canarias 7 multiplicant-ne la tirada de 7.000 exemplars quan arribà als 42.000 quan deixà el 1998 el periòdic.
Col·labora durant un any amb Las Provincias, el 1999, sota la direcció de la periodista María Consuelo Reyna, però els conflictes interns a l'empresa impediren el seu nomenament com a redactor en cap i fou destituït pocs dies abans per la directora. En aquest moment s'incorpora a treballar a l'equip de Jesús Sánchez Carrascosa, a la televisió Valencia TeVe presentant en El Poder Valenciano, i dirigint el periòdic Diario de Valencia amb una línia editorial blavera de caràcter radical per la qual el 2005 abandonà el grup.
El 2005 passa a TVV com a presentador dels informatius de la mitjanit al canal d'informació autonòmic Canal Nou 24. També col·labora com a columnista al periòdic ABC i és propietari i director del qualificat públicament de tendenciós i manipulador setmanari local de la ciutat d'Ontinyent Loclar. També com a editor, ha publicat El libro del ceremonial de la ciudad de Valencia i El llibre dels furs.
El juliol de 2014, el president de la Generalitat Valenciana Alberto Fabra el nomena secretari autonòmic de Comunicació, en substitució de la dimitida Lola Johnson.